# Jericó (Antioquia)
Jericó è un comune della Colombia facente parte del dipartimento di Antioquia.

## Storia
Venne fondata nel 1851 da Santiago Santamaría Bermúdez de Castro col nome di Aldea de Piedras: venne eretta in municipio nel 1852 e nel 1853, dietro invito del vescovo Juan de la Cruz Gómez Plata, adottò l'attuale nome.
Dal 1915 al 1917 e successivamente dal 1941 è sede vescovile cattolica.
È patria di Maria Laura Montoya y Upeguí (madre Laura di Santa Caterina da Siena), fondatrice della congregazione delle Suore Missionarie di Maria Immacolata e di Santa Caterina da Siena, beatificata da papa Giovanni Paolo II nel 2004.